# Александров, Вадим Алексеевич
Вадим Алексеевич Александров (21 мая 1969) — советский, украинский и российский футболист, защитник, полузащитник.
Воспитанник Казахского республиканского спортинтерната (Алма-Ата). В 1987—1989 годах играл в команде второй лиги «Шахтёр» Караганда. Сезон-1990 начал в талды-курганском «Жетысу», завершил в дубле ЦСКА. Армейскую службу продолжил в следующем году в команде второй низшей лиги «Искра» Смоленск. В начале 1992 года сыграл 20 матчей, забил три гола в чемпионате Казахстана за карагандинский «Шахтёр». Следующие полтора сезона провёл в клубе чемпионата Украины «Заря-МАЛС» Луганск — 31 игра, один гол. В 1994 году играл в третьей российской лиге за смоленскую «Искру», которая после окончания сезона объединилась с «Кристаллом», образовав ЦСК ВВС «Кристалл». В этом клубе во второй лиге и первом дивизионе за пять лет сыграл 138 игр, забил 8 мячей. Профессиональную карьеру завершил в 2000 году, проведя по три матча в чемпионате Казахстана за «Жетысу» и в чемпионате Белоруссии за «Торпедо-МАЗ» Минск.